# Les Trois Vieillards du pays d'Aran
Les Trois Vieillards du pays d'Aran est le troisième tome de la série de bande dessinée Thorgal, dont le scénario a été écrit par Jean Van Hamme et les dessins réalisés par Grzegorz Rosiński.

## Résumé
Thorgal et Aaricia, tout juste mariés, quittent la terre des vikings et errent dans des contrées sauvages, entre montagnes et forêts désertes. 
Ils rencontrent alors un être étrange, un nain grotesque du nom de Jadawin, qui les emmènent jusque dans sa région d'origine, le pays d'Aran. Là, au fond d'une vallée 
encaissée, les héros découvrent un village peuplé d'habitants au regard vide, au bord d'un grand lac noir au centre duquel trône un immense château.
Aaricia tombe alors dans un piège et se retrouve emmenée, malgré les protestations de Thorgal, par les maîtres des lieux, les mystérieux Bienveillants.
Thorgal tente de revenir sauver son épouse en s'infiltrant dans le château à la faveur de la nuit. Mais sa femme ne le reconnait plus, et Thorgal, poursuivi par les gardes des Bienveillants, est contraint de fuir en sautant par la plus haute fenêtre du donjon, et plonge dans le lac sous les regards médusés de ses poursuivants.
Plus tard, un tournoi étrange a lieu au pays d'Aran. Les participants se battent pour la place de roi du pays, et tous les coups sont permis. 3 personnages se sortent de la première épreuve qui consiste à ramener des épées en or : Thorgal, Volsung de Nichor, un homme vil et fourbe, et Karshan d'Urizen, une brute viking épaisse. Lors de la deuxième épreuve, ils  doivent chacun ramener une clé, en convainquant un gardien, à savoir une femme à la beauté surnaturelle. La troisième épreuve consiste à franchir une porte à l'aide d'une de ces clés, qui donne accès au deuxième monde, pour en ramener un breuvage sacré, l'eau de la nuit des temps. Thorgal finit par comprendre le sinistre dessein des Bienveillants : depuis 1 000 ans ils asservissent les malheureux habitants de ce pays pour amasser de phénoménales quantités d'or. Tous les cent ans, ils organisent ce tournoi étrange pour envoyer le vainqueur dans leur propre passé ramener le flacon pour leur permettre de vivre 100 ans de plus, avant de se débarrasser de lui. Thorgal, qui ne compte pas finir ainsi, se sacrifie en versant au sol le contenu du flacon. Mais le temps reprend sa place normale, un temps où les Bienveillants n'ont jamais existé. Leur château s'effondre, Jadawin meurt et Aaricia sort de sa torpeur avant de se jeter dans les bras de Thorgal. Le couple se réveille sur la rive du lac, comme émergeant d'un cauchemar.

## Accueil critique
Dans un article du Point Pop publié en 2018, Romain Brethes et Lloyd Chéry décrivent Les Trois Vieillards du pays d'Aran comme « le premier grand album » de la série Thorgal. Doté d'« un scénario efficace », il offre « des planches habilement construites » et un graphisme « splendide ». L'usage des ombres et des couleurs y est qualifié d'« impressionnant ».

## Publication
- Le Lombard, janvier 1981,  (ISBN 2-8036-0001-3)
- J'ai Lu BD, octobre 1988,  (ISBN 2-277-33098-1)
- Le Lombard, octobre 2007,  (ISBN 978-2-8036-0001-4)
- Niffle, avril 2017, col. « La Grande Bibliothèque », 276 planches  (ISBN 978-2-8739-3067-7)